# Chimarra utahensis
Chimarra utahensis är en nattsländeart som beskrevs av Ross 1938. Chimarra utahensis ingår i släktet Chimarra och familjen stengömmenattsländor. Inga underarter finns listade i Catalogue of Life.